# Hungaroring
Koordinati:   47°34′44″N, 19°14′55″E
Hungaroring je dirkališče blizu Mogyoród, Madžarska, ki gosti dirko Formule 1 za Veliko nagrado Madžarske. Je prvo dirkališče, ki je gostilo dirko Formule 1 za železno zaveso, prvič v sezoni 1986. Bernie Ecclestone si je želel dirko v Sovjetski zvezi, madžarski prijatelj pa mu je svetoval Budimpešto kot prizorišče. Najprej so želeli uporabiti ulice največjega parka Budimpešte - Népliget za stezo po zgledu Circuit de Monaco, toda komunistična oblast se je odločila za izgradnjo povsem novega dirkališča v sami bližini mesta, zraven avtoceste. Zgrajeno je bilo v rekordno kratkem času osmih mesecev, kar je po dvajsetih letih še vedno rekord za dirkališča Formule 1.

## Zmagovalci
| Sezona | Zmagovalec         | Moštvo                     | Poročilo |
| ------ | ------------------ | -------------------------- | -------- |
| 2025   | Lando Norris       | McLaren-Mercedes           | Poročilo |
| 2024   | Oscar Piastri      | McLaren-Mercedes           | Poročilo |
| 2023   | Max Verstappen     | Red Bull Racing-Honda RBPT | Poročilo |
| 2022   | Max Verstappen     | Red Bull Racing-RBPT       | Poročilo |
| 2021   | Esteban Ocon       | Alpine-Renault             | Poročilo |
| 2020   | Lewis Hamilton     | Mercedes                   | Poročilo |
| 2019   | Lewis Hamilton     | Mercedes                   | Poročilo |
| 2018   | Lewis Hamilton     | Mercedes                   | Poročilo |
| 2017   | Sebastian Vettel   | Ferrari                    | Poročilo |
| 2016   | Lewis Hamilton     | Mercedes                   | Poročilo |
| 2015   | Sebastian Vettel   | Ferrari                    | Poročilo |
| 2014   | Daniel Ricciardo   | Red Bull-Renault           | Poročilo |
| 2013   | Lewis Hamilton     | Mercedes                   | Poročilo |
| 2012   | Lewis Hamilton     | McLaren-Mercedes           | Poročilo |
| 2011   | Jenson Button      | McLaren-Mercedes           | Poročilo |
| 2010   | Mark Webber        | Red Bull-Renault           | Poročilo |
| 2009   | Lewis Hamilton     | McLaren-Mercedes           | Poročilo |
| 2008   | Heikki Kovalainen  | McLaren-Mercedes           | Poročilo |
| 2007   | Lewis Hamilton     | McLaren-Mercedes           | Poročilo |
| 2006   | Jenson Button      | Honda                      | Poročilo |
| 2005   | Kimi Räikkönen     | McLaren-Mercedes           | Poročilo |
| 2004   | Michael Schumacher | Ferrari                    | Poročilo |
| 2003   | Fernando Alonso    | Renault                    | Poročilo |
| 2002   | Rubens Barrichello | Ferrari                    | Poročilo |
| 2001   | Michael Schumacher | Ferrari                    | Poročilo |
| 2000   | Mika Häkkinen      | McLaren-Mercedes           | Poročilo |
| 1999   | Mika Häkkinen      | McLaren-Mercedes           | Poročilo |
| 1998   | Michael Schumacher | Ferrari                    | Poročilo |
| 1997   | Jacques Villeneuve | Williams-Renault           | Poročilo |
| 1996   | Jacques Villeneuve | Williams-Renault           | Poročilo |
| 1995   | Damon Hill         | Williams-Renault           | Poročilo |
| 1994   | Michael Schumacher | Benetton-Ford              | Poročilo |
| 1993   | Damon Hill         | Williams-Renault           | Poročilo |
| 1992   | Nigel Mansell      | Williams-Renault           | Poročilo |
| 1991   | Ayrton Senna       | McLaren-Honda              | Poročilo |
| 1990   | Thierry Boutsen    | Williams-Renault           | Poročilo |
| 1989   | Nigel Mansell      | Ferrari                    | Poročilo |
| 1988   | Ayrton Senna       | McLaren-Honda              | Poročilo |
| 1987   | Nelson Piquet      | Williams-Honda             | Poročilo |
| 1986   | Nelson Piquet      | Williams-Honda             | Poročilo |